# تیگران اوزلیان
تیگران اوزلیان (انگلیسی: Tigran Ouzlian؛ زادهٔ ۱۱ فوریه ۱۹۶۸) یک بوکسور آماتور ارمنی‌تبار اهل یونان است. اوزلیان نماینده یونان در پَر وزن در بازی‌های المپیک تابستانی ۱۹۹۶ و در وزن سبک وزن در بازی‌های المپیک تابستانی ۲۰۰۰ بود. وی در بازی‌های مدیترانه و مسابقات قهرمانی بوکس اروپا موفق به کسب مدال برنز شد.